# Hardwicke (Nouvelle-Zélande)
Pour les articles homonymes, voir Hardwicke.

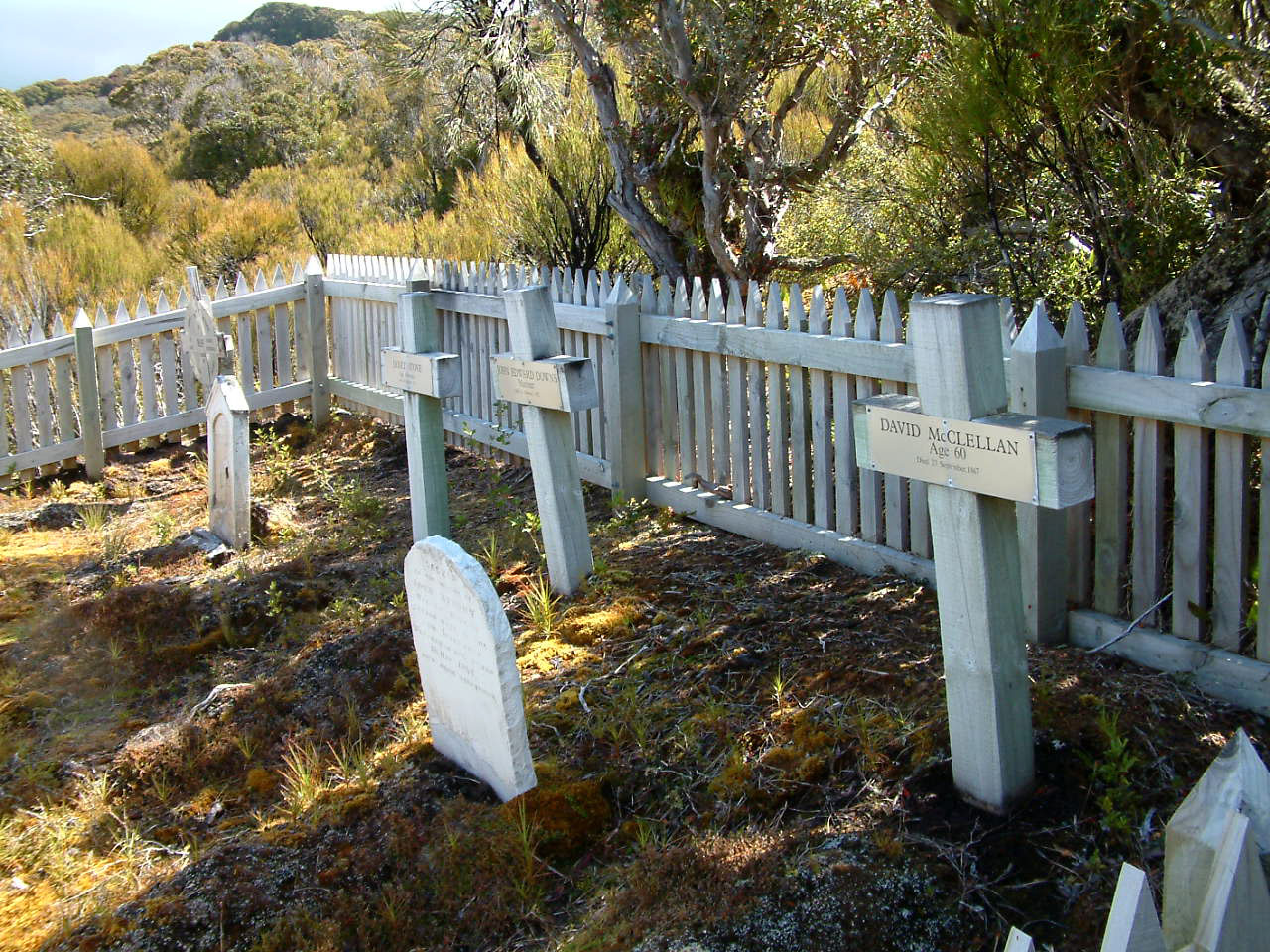
cimetière de Hardwicke (Nouvelle-Zélande)

Hardwicke était le nom d'une communauté agricole et baleinière établie à Port Ross (en), un port naturel sur l'île d'Auckland dans les îles Auckland dans l'océan Austral, au sud de la Nouvelle-Zélande. Bien qu'une colonie de courte durée y ait été établie, elle a été abandonnée au bout de trois ans à peine.

## Histoire
L'établissement de cette colonie est proposée pour la première fois en 1846, en tant que station de pêche par Charles Enderby, armateur britannique, et président de la Samuel Enderby & Sons (en), une société de pêche à la baleine. Il fonde la colonie en 1849 et en est nommé gouverneur.
La colonie d'Enderby a été le début de l'établissement de Hardwicke, la station d'approvisionnement en navires et de chasse à la baleine prévue à Erebus Cove, Port Ross, à l'extrémité nord-est de l'île d'Auckland, près de l'île d'Enderby.
L'installation commence en décembre 1849. Trois navires, le Samuel Enderby, le Fancy et le Brisk en provenance de Grande-Bretagne arrivent à Port Ross avec les futurs colons, ainsi que des maisons préfabriquées. Les colons ont été soigneusement choisis pour établir la nouvelle colonie. Il s'agissait de femmes et d'enfants ainsi que d'ouvriers agricoles, de charpentiers navals, d'un chirurgien, d'un ingénieur civil et d'autres personnes possédant les compétences appropriées.
Lorsde leur arrivée à Port Ross, ils rencontrent un groupe de colons Ngāti Mutunga, avec leurs esclaves Moriori, peuple polynésien autochtone , des îles Chatham, déjà là, arrivés en 1842. Les nouveaux colons achètent aux Maoris assez de terres pour construire leur colonie, et obtiennent leur aide pour défricher la forêt, à construire des routes et à équiper des navires. Les chefs Matioro et Manutere sont chargés de maintenir la loi et l'ordre par les colons,.
En janvier 1850, la colonie est officiellement nommée Hardwicke en l'honneur du comte de Hardwicke, le gouverneur de la société . Deux sites pour l'agriculture sont choisis, l'un sur l'île d'Auckland et l'autre sur l'île d'Enderby. Cependant, les cultures sont difficiles en raison de la pauvreté des sols, du climat rigoureux et des fortes précipitations. Le bétail est difficile à rassembler dans les broussailles épaisses. La chasse à la baleine est également peu productive. En l'espace de trois ans, des commissaires spéciaux de la compagnie baleinière décident de fermer la colonie car pas assez rentable.
Elle fut abandonnée en août 1852, après une période de deux ans et neuf mois au cours de laquelle cinq mariages, seize naissances et deux décès infantiles avaient eu lieu. En 1854, l'île a également été abandonnée par les Maoris, dont la plupart se sont réinstallés sur l'île Stewart, le reste retournant aux Chathams. La plupart des bâtiments de Hardwicke ont été démontés et enlevés, laissant peu de témoignage de la colonie – les bâtiments préfabriqués ont ensuite été vendus aux enchères à Sydney.
Aujourd'hui, tout ce qui reste est un cimetière contenant six tombes, les restes de trois enfants morts en bas âge et trois naufragés ultérieurs des épaves du Dundonald, (1907), de l'Invercauld (1864) et du General Grant (1866).